# Метод Карвонена
Метод Карвонена (или формулы Карвонена) — метод определения границ частоты сердцебиений, разработанный финским физиологом Мартти Карвоненом (1918—2009). Считается, что интенсивность физической нагрузки линейно связана с частотой сердечных сокращений в диапазоне 40—100 %, измеренному по формуле Карвонена (формула 3 ниже). Метод Карвонена используется для расчёта тренировочного сердечного ритма (THR). Используется для определения МЧСС (максимальной частоты сердечных сокращений) в зависимости от возраста и способа измерения физической нагрузки по частоте пульса, наличия нескольких диапазонов (целевой зоны) частоты пульса во время занятий спортом и физкультурой, границы которого находятся между значением пульса в спокойном состоянии и МЧСС . Целевая зона сердцебиений или интенсивность нагрузки находится в пределах от 40 % до 100 % и выбирается в зависимости от индивидуальных различий в физическом состоянии человека, возраста и цели тренировки. Особо следует учитывать, что значение 90—100 % от МЧСС представляет собой соревновательный уровень максимальных нагрузок. Метод Карвонена по сравнению с другими не только учитывает возраст, но и индивидуальные особенности человека (пульс в покое может быть очень индивидуальным — от 40 ударов в минуту до 80).

## Расчётные формулы
1) Максимально допустимая частота сердечных сокращений (МЧСС) = 220 — возраст
Если возраст 50 лет, то МЧСС= 220 — 50= 170. Крайне опасно превышать свой МЧСС или даже достигать его, особенно имея проблемы в сердечно-сосудистой системе.
Также есть и другие формулы для вычисления МЧСС:
Формула Астранда делает различия между полами: МЧСС мужчин = 220 — возраст, МЧСС женщин = 226 — возраст.
Формула Купера не делает таких различий МЧСС = 220 — возраст. Эта формулу и использовал Карвонен в своей методике.
Формула Танака считается самой точной на сегодняшний день(появилась в 2001 году): МЧСС = 208 — (0,7 * возраст). Для 50 летнего формула Танака выдаёт максимальный пульс 173 удара в минуту, что немного отличается от результата по формуле Купера(170)
В 2010 году для женщин была опубликована новая формула Марты Гулати: МЧСС = 206 — (0,88 * возраст).
Существуют и другие способы определения МЧСС с разной степенью погрешности(от 3 до десятка ударов в минуту).
Есть также способ прямого измерения МЧСС (например, на велоэргонометре или беговой дорожке с подключением ЭКГ), но он может отличаться по дням и быть опасен для нетренированных, не рекомендуется делать без наблюдения врача!
2) Резерв ЧСС= МЧСС — ЧССпокоя
ЧСС покоя измеряется утром после пробуждения или после 15 минут бездействия. Для точности лучше измерить несколько раз ЧССпокоя и взять среднее значение.
3) Интенсивность нагрузки (в процентах) = (ЧСС во время тренировки — ЧСС покоя) / (МЧСС — ЧСС покоя) или выразим ЧСС тренировки (THR) = (Интенсивность нагрузки) * (Резерв ЧСС) + ЧССпокоя
Интенсивность нагрузки 40—60 % считается подходящей для разминки, восстановления организма и для тех, кто только встал на путь оздоровления. Это пульс упражнений с минимальной интенсивностью или даже прогулки.
Интенсивность нагрузки в 60—70 % — это уровень бега трусцой, подъёма по лестнице, гимнастики в среднем темпе. Умеренная нагрузка, повышает выносливость и оптимально сжигает лишний жир в организме. Лактат в организме вырабатывается в сравнительно небольших количествах, это позволяет проводить продолжительные, но в то же время комфортные тренировочные сессии на пределе аэробной выносливости спортсмена
Интенсивность нагрузки в 70—80 % — аэробная, высокая нагрузка способствует повышению кардиовыносливости. Тренировки с интенсивностью между аэробным порогом и ПАНО
Интенсивность нагрузки в 80—90 % — анаэробная зона, улучаешь физическую выносливость. Находится выше ПАНО. Самый сильный фактор здесь — быстрое увеличение выработки молочной кислоты. Тренируясь в этой зоне улучшаем способность организма сопротивляться закислению.
Интенсивность нагрузки в 90—100 % — зона VO2 max(МПК), время тренировок в этой зоне обычно не превышает 10 минут.
Для здоровья считается, что лучше не использовать максимальные нагрузки, поэтому стараются использовать зоны при самостоятельных занятиях от 50 % до 80 % по методу Карвонена. К примеру, если ваш возраст 18 лет (X), частота сердечных сокращений в покое — 70 ударов в минуту (Y). В этом случае максимальная ЧСС будет 202(Z). Тогда нижний предел целевой зоны сердцебиений будет таков: «70 + (202 — 70) * 0,5 = 136 (v1)». Соответственно, верхний предел целевой зоны сердцебиений будет следующим: «70 + (202 — 70) * 0,8 = 175.6 (v2)». При тренировках нужно придерживаться значений пульса от v1 (136) до v2 (176 ударов в минуту).
Метод Карвонена показывает некие усреднённые значения тренировочных зон, он может не соответствовать показателям у конкретного человека. Главные критерии для разделения тренировочных зон — это конечно пороги АП и ПАНО. Разброс между ЧСС АП, ПАНО и МПК может быть как очень маленьким (например, с разницей между АП и ПАНО всего в 10 ударов), так и довольно большим (когда АП и ПАНО отличаются, к примеру, на 40 ударов). Все эти соотношения индивидуальны для каждого человека и могут меняться в процессе тренировок. Наиболее точный метод определения порогов АП и ПАНО — это использование газоанализатора (определяющего состав вдыхаемого и выдыхаемого воздуха), пульсометрия и эргоспирометрия. Другой способ: построение лактатной кривой на основании анализов крови. Менее точен тест Конкони.